# Elaphrus sibiricus
Elaphrus sibiricus  (лат.) — вид жуки-жужелиц из подсемейства тинников. Распространён в России (в Хабаровском и Приморском краях, Амурской и Сахалинской областях, на юге Восточной Сибири, на южных Курильских островах — Кунашир, Шикотан), Монголии и Японии (Хоккайдо). Длина тела имаго 8,8—10 мм.